# Ranunculus biternatus
Ranunculus biternatus Duch. – gatunek rośliny z rodziny jaskrowatych (Ranunculaceae Juss.). Występuje naturalnie w południowej części Chile i Argentyny, na australijskiej wyspie Macquarie, na terytorium Nowozelandzkich Wysp Subantarktycznych, na Francuskich Terytoriach Południowych i Antarktycznych (Wyspy Crozeta, Wyspy Kerguelena, Amsterdam), na brytyjskich Falklandach i Georgii Południowej oraz na należącej do Republiki Południowej Afryki Wyspie Mariona. 

## Morfologia
PokrójBylina płożąca o soczystych pędach.
LiścieSą potrójnie klapowane lub trójdzielne. Mają sercowato nerkowaty kształt. Mierzą 1–2,5 cm średnicy. Brzegi są nieregularnie ząbkowane. Ogonek liściowy jest nagi i ma 2–10 cm długości.
KwiatySą pojedyncze lub zebrane w parach. Pojawiają się na szczytach pędów. Mają żółtą barwę. Dorastają do 8–15 mm średnicy. Mają 4 lub 5 owalnych działek kielicha oraz 4 lub 5 owalnie łyżeczkowatych płatków.
OwoceJędrne i szerokie niełupki o jajowatym lub owalnym kształcie. Tworzą owoc zbiorowy – wieloniełupkę o kulistym kształcie i dorastającym do 7–9 mm długości.

## Biologia i ekologia
Rośnie na wilgotnych łąkach. Występuje na terenach nizinnych.